# Casa de los naxios
La Casa de los naxios (Naxos oikos) era un antiguo edificio de la isla de Delos, en Grecia. Sus ruinas forman parte del yacimiento arqueológico de Delos, Patrimonio Mundial de la Unesco. Más concretamente, el yacimiento forma parte del santuario de Apolo y Artemisa de Delos.
Se construyó en el período arcaico alrededor de 575-560 a. C. Fue construida por los naxios, como su nombre indica, y servía como lugar de reunión en Delos. Sustituyó a una casa anterior construida en el mismo lugar en el año 600 a. C. El edificio estaba dedicado a Apolo  y es posible que también sirviera de santuario. Estaba situado en el lado sur del Templo de Apolo de Delos, cerca de la entrada a la zona del santuario, el propileos.
El edificio era una sala rectangular dividida en dos naves por ocho columnas que sostenían el tejado. Según diversas interpretaciones, las columnas eran de estilo jónico o  dórico. En el extremo oeste del edificio había una entrada columnada de dos columnas y en el extremo este se añadió más tarde una entrada de cuatro columnas jónicas. El edificio tenía unas dimensiones aproximadas de 19,4 x 10 metros. En su primera fase, el edificio tenía tres naves y una entrada en el lado norte.